# Mike Hawthorn
Mike Hawthorn   (Mexborough, 10 d'abril de 1929 - Guildford, 22 de gener de 1959) va ser un pilot de Fórmula 1. Va ser pilot de les escuderies Cooper, Ferrari, Maserati, BRM i Vanwall.

## Biografia
Va debutar el 22 de juny de 1952 assolí un quart lloc final al Gran Premi de Bèlgica amb un Cooper amb el que correria fins a final de temporada. L'any següent va passar a córrer per Ferrari amb qui aconseguiria la seva primera victòria, al GP de França de l'any 1953. Després de passar per diverses escuderies, no va ser fins al seu retorn a Ferrari que va tornar a assolir bons resultats.
És el pilot que s'ha proclamat campió del món de Fórmula 1 amb menys victòries en una temporada, només una, al Gran Premi de França. Fou també el primer britànic a aconseguir ser el guanyador de la categoria. Una victòria i set podis li van permetre guanyar al seu compatriota Stirling Moss, tot i que aquest va fer quatre victòries i nou podis. Això es deu en gran part a la cavallerositat del segon, que va defensar a Hawthorn a la sanció que li van aplicar al Gran Premi de Portugal, i que si no hagués intervingut hagués decantat el títol cap al seu costat. Després de guanyar el campionat, Hawthorn es va retirar de l'automobilisme.
El britànic va estar també involucrat a l'accident que va posar fi a la vida de 80 espectadors a la cursa de les 24 hores de Le Mans del 1955, el més tràgic de la història de l'automobilisme i que, a pesar de tot, no va ser suspès, fet que li va permetre assolir la victòria amb el seu Jaguar.
Uns mesos després d'obtenir el títol mundial, Hawthorn va perdre la vida a un accident de cotxe. Un dels carrers de Farnham, la ciutat on vivia, porta el seu nom.

## Palmarès
- Millor posició al campionat del món : 1r (1958) i 3r (1954)
- Curses : 47
- Victòries : 3
- Podis : 18 (3 Primers, 9 segons i 6 tercers)
- Voltes ràpides :6
- Poles : 4

| Precedit per: Juan Manuel Fangio | Campió del món de Fórmula 1 1958 | Succeït per: Jack Brabham |